# Atherinomorus insularum
Atherinomorus insularum är en fiskart som först beskrevs av Jordan och Evermann, 1903.  Atherinomorus insularum ingår i släktet Atherinomorus och familjen silversidefiskar. Inga underarter finns listade.